# بروا
بروا فیلمی به تهیه کنندگی  و نویسندگی مهرداد مجیدی   کارگردانی و پرنیا کاظمی‌پور محصول سال ۱۳۹۷ است. این فیلم برندهٔ پروانهٔ زرین بهترین کارگردانی در سی و یکمین جشنواره بین‌المللی فیلم کودکان و نوجوانان شد.